# Dur Ilu
Dur Ilu fou un mític petit regne o ciutat estat a la regió d'Elam, que apareix a la crònica de Sargon I cap al 2325 aC. Un text publicat per Strong a The Babylonian and Oriental Record, inclou el nom d'un rei llegendari de Caldea (Baixa Mesopotàmia) anomenat Samas-natsir, que està aparellat a Sargon d'Accad i altres reis primitius en una de les llistes. La llegenda sembla indicar que "Elam fou donada a Samas-natsir" el qual és descrit com a constructor de Nippur i Dur-ilu, com a rei de Babilònia i com a vencedor d'un tal Baldakha i de Khumba-sitir, "el reis del bosc de cedres"; a l'èpica de Gilgamesh, Khumbaba és esmentat com a senyor del "bosc de cedres".
Sota Shulgi (a la cronologia curta 2029 aC–1982 aC) fill d'Urnammu i la gran sacerdotessa d'Enlil, el rei va iniciar la construcció (o reconstrucció) d'un temple per a Ninurta a Nippur, cosa que li va permetre declarar Ur i Nippur com a «ciutats germanes». Després va construir un vaixell anomenat Ninlil, amb el qual va navegar fins a "la terra del vol per la vida" o "terra dels vius" (península del Sinaí). Allí va construir dos altars i recorrent la península va arribar al lloc anomenat Bag-gal-Dingir (en accadià Dur-Mah-Ilu, traduït «El Gran Lloc Fortificat dels Déus», lloc on ja havia arribat Gilgamesh. Allí Shulgi va construir un altar al «Déu que Jutja». Després va tornar a Sumèria i als darrers anys de la seva vida es va dedicar més als plaers que al govern; l'agitació va augmentar i Shulgi es va recolzar en Elam que era una província del seu imperi. Va casar a una de les seves filles amb el virrei d'Elam, i li va donar com a dot la ciutat de Larsa; a canvi el virrei va enviar a Sumèria les seves tropes per servir de suport a Shulgi contra enemics interns i externs. Però aquestes tropes van portar més guerra i les notícies parlen de destruccions a les províncies del nord. Shulgi va intentar mantenir el control de les províncies occidental i en el seu 37è any consta un tractat amb un rei de nom Puzur-Ish-Dagan, un nom clarament cananeu-filisteu, el que li permetia agafar el títol de rei dels "Qautre Cantons del Món", però el 40è any va haver de fer una expedició contra les províncies cananees i dos anys després es proclamava "Heroi, rei d'Ur, Rei dels Quatre Cantons del Món"; sembla que les tropes elamites foren utilitzades per sotmetre les províncies revoltades al nord i oest i que aquestes tropes van arribar fins al Sinaí; el comandant de les tropes s'anomenava a si mateix "el preferit del Deú que jutja, estimat d'Inanna, conqueridor de Dur-Ilu". Retirades les tropes va tornar l'agitació i Shulgi va ordenar la construcció de la muralla de l'oest per protegir Mesopotàmia.
Dur-Ilu torna a aparèixer en temps de Tukultininurta I (1235-1196 aC) quan el rei d'Elam Kidin-Hutran III (Kidin-Khutrutash III) va envair Babilònia durant el breu regnat de Enlilnadinshumi (1227-1226 aC) i va deixar buida Dur-ilu, ciutat babilònia a la frontera oriental amb Elam. Després va conquerir Nippur, que havia estat especialment afavorida pels reis cassites i fou algun temps la seva residència. Sota Adadshumaiddina de Babilònia (1224-1218 aC) els elamites van tornar per la via de Dur-Ilu.
El 721 aC Sargon II va marxar contra Babilònia per Dur-Ilu, fortalesa al Tigris, i es va enfrontar a prop de Der amb un exèrcit del rei babiloni Mardukapalidin II (722-710 aC) el famós Merodac-Baladan de la Bíblia.
El 653 aC Assurbanipal, mentre celebrant un festival religiós a Assíria, va enviar l'exèrcit a Dur-ilu, la fortalesa de la frontera d'Elam al Tigris, tallant la retirada als elamites que havien entrat a Babilònia, que van haver de tornar a la seva capital Susa a través d'un llarg camí per sota del riu Ulai o Ulaya (probablement el modern Karun o alternativament el Karkheh) i foren perseguits pels assiris que el van atrapar poc abans de Susa i el van derrotar a la proximitat del riu a Tulliz (moderna Tell Tuba).